# Cerkiew Narodzenia św. Jana Chrzciciela w Zamienicach
Cerkiew Narodzenia św. Jana Chrzciciela w Zamienicach – cerkiew greckokatolicka w Zamienicach, w województwie dolnośląskim. 
Jest to nowoczesna świątynia wybudowana w latach 2003-2005 (poświęcona 3 września 2005). Parafia greckokatolicka w Zamienicach istnieje od 1976. Należy do eparchii wrocławsko-koszalińskiej.